# WCT Finals 1977 - Singolare
Il singolare del WCT Finals 1977 è stato un torneo di tennis facente parte della categoria World Championship Tennis.
Björn Borg era il detentore del titolo, ma quest'anno non ha partecipato.
Jimmy Connors ha battuto in finale 6–7, 6–1, 6–4, 6–3 Dick Stockton.

## Teste di serie
| 1. Jimmy Connors (campione) 2. Dick Stockton (finale) 3. Ilie Năstase (quarti di finale) 4. Wojciech Fibak (quarti di finale) | 1. Vitas Gerulaitis (semifinali) 2. Eddie Dibbs (semifinali) 3. Adriano Panatta (quarti di finale) 4. Cliff Drysdale (quarti di finale) |

## Tabellone

### Legenda
| - Q = Qualificato - WC = Wild card - LL = Lucky loser | - ALT = Alternate - SE = Special Exempt - PR = Protected Ranking | - w/o = Walkover - r = Ritirato - d = Squalificato |

|  | Quarti di finale | Quarti di finale | Quarti di finale | Quarti di finale | Quarti di finale | Quarti di finale | Quarti di finale |  |  | Semifinali       | Semifinali       | Semifinali    | Semifinali    | Semifinali    | Semifinali | Semifinali |   |   | Finale        | Finale        | Finale        | Finale | Finale | Finale | Finale |  |
|  |                  |                  |                  |                  |                  |                  |                  |  |  |                  |                  |               |               |               |            |            |   |   |               |               |               |        |        |        |        |  |
|  | 1                | Jimmy Connors    | Jimmy Connors    | Jimmy Connors    | 6                | 7                | 6                |  |  |                  |                  |               |               |               |            |            |   |   |               |               |               |        |        |        |        |  |
|  | 7                | Adriano Panatta  | Adriano Panatta  | Adriano Panatta  | 4                | 5                | 4                |  |  | Jimmy Connors    | Jimmy Connors    | Jimmy Connors | Jimmy Connors | 6             | 7          | 6          |   |   |               |               |               |        |        |        |        |  |
|  | 3                | Ilie Năstase     | Ilie Năstase     | 1                | 6                | 2                | 3                |  |  | Eddie Dibbs      | Eddie Dibbs      | Eddie Dibbs   | Eddie Dibbs   | 4             | 5          | 1          |   |   |               |               |               |        |        |        |        |  |
|  | 6                | Eddie Dibbs      | Eddie Dibbs      | 6                | 4                | 6                | 6                |  |  |                  |                  |               |               |               |            |            |   |   | Jimmy Connors | Jimmy Connors | Jimmy Connors | 6      | 6      | 6      | 6      |  |
|  | 5                | Vitas Gerulaitis | 1                | 3                | 6                | 6                | 6                |  |  |                  |                  | Dick Stockton | Dick Stockton | Dick Stockton | 7          | 1          | 4 | 3 |               |               |               |        |        |        |        |  |
|  | 4                | Wojciech Fibak   | 6                | 6                | 0                | 2                | 3                |  |  | Vitas Gerulaitis | Vitas Gerulaitis | 6             | 6             | 7             | 3          | 3          |   |   |               |               |               |        |        |        |        |  |
|  | 8                | Cliff Drysdale   | Cliff Drysdale   | 5                | 7                | 6                | 2                |  |  | Dick Stockton    | Dick Stockton    | 7             | 3             | 6             | 6          | 6          |   |   |               |               |               |        |        |        |        |  |
|  | 2                | Dick Stockton    | Dick Stockton    | 7                | 6                | 7                | 6                |  |  |                  |                  |               |               |               |            |            |   |   |               |               |               |        |        |        |        |  |